# Sajevec
Sajevec este o localitate din comuna Ribnica, Slovenia, cu o populație de 151 de locuitori.